# オレンジカウンティSC
オレンジカウンティSC (英語: Orange County SC) は、アメリカ合衆国・カリフォルニア州アーバインに本拠地を置くサッカークラブ。2022年現在、USLチャンピオンシップに所属している。
旧名称はロサンゼルス・ブルーズ (英語: Los Angeles Blues) 。

## 歴史
1998年、イラン系アメリカ人の実業家アリ・マンスーリによって「ロサンゼルス・ブルーズ」として設立された。2010年12月に2011年シーズンからのUSLプロ（現USLチャンピオンシップ）参入を発表。
2011年4月15日、USLプロ参入後初の試合としてセビージャFCプエルトリコと試合を行い、3-0で勝利。チーム初ゴールはセザール・リベラが決めた。
2016年、アメリカの実業ジェームズ・ケストップによって買収され、チーム名も「オレンジカウンティSC」に改められた。
2021年シーズンはレギュラーシーズンを2位で終えると、USLチャンピオンシップ決勝でタンパベイ・ローディーズを3-1で撃破し、クラブ初のリーグ優勝を果たした。

## タイトル
- USLチャンピオンシップ: 2021
- USLチャンピオンシップ・ウェスタン・カンファレンス（プレーオフ）: 2021
- USLチャンピオンシップ・ウェスタン・カンファレンス（レギュラーシーズン）: 2015, 2018

## 歴代所属選手
- アミル・アベドザデ 2011-2012
- フランク・オライフェ 2017-2018
- ヨス・ホーイフェルト 2018
- ルイス・ロペス・フェルナンデス 2018
- 橋本晃司2018-2019
- フランキー・アマヤ 2019
- マイケル・オロスコ 2019-
- アダム・ジャーン 2021
- エリック・トーレス 2022-
- ダニーロ・アコスタ 2022-